# Hussein Moukhtar
Hussein Moukhtar (erab. مختار حسين; ur. 10 stycznia 1905 w Damietcie, zm. 30 kwietnia 1966 w Kairze) – egipski sztangista, dwukrotny reprezentant (1928, 1936) letnich igrzysk olimpijskich.
Był także dwukrotnym rekordzistą świata w różnych bojach.